# Mbali Ntuli
Mbali Ntuli (sinh k. 1988) là một nữ chính trị gia Nam Phi và là thành viên của Liên minh Dân chủ. Cô hiện đang là Giám đốc Chiến dịch tỉnh cho KZN. Cô là cựu lãnh đạo của Thanh niên Liên minh Dân chủ, cánh thanh niên của đảng đối lập chính thức của Nam Phi. Cô được bầu vào vị trí này vào tháng 5 năm 2013.

## Tuổi thơ và giáo dục
Ntuli là một người gốc Kwazulu-Natal (KZN). Cô lớn lên ở La Lucia. Khi cô 8 tuổi, cha cô, "Big Ben" Ntuli, người sáng lập Hiệp hội taxi KwaZulu-Natal, đã chết vì bạo lực taxi. Sau khi anh qua đời, đại gia đình của cô có mối thù với việc kinh doanh của anh. Trong thời gian đó, cả cô và anh trai đều sống sót khi bị bà ngoại của mình đầu độc, và sống sót sau ba lần ám sát khác. Do sự nguy hiểm mà hai anh em phải đối mặt, mẹ cô đã gửi Ntuli đến trường nội trú ở Đại học Wykeham, Pietermaritzburg. Ntuli có bằng Cử nhân Khoa học Xã hội của Đại học Rhodes, và điều hành một doanh nghiệp taxi.
Vào tháng 8 năm 2010, cô được chọn là một trong những người phụ nữ của tháng của 5fm cùng với nhiều phụ nữ Nam Phi đáng chú ý khác.
Vào tháng 5 năm 2011, Ntuli đã được Mail and Guardian của Nam Phi bầu chọn là một trong 200 người trẻ tuổi được theo dõi hàng năm.
Ntuli cũng đã được tạp chí Destiny bình chọn là một trong 40 Phụ nữ quyền lực nhất.
Vào tháng 2 năm 2013, Ntuli được đặt tên là Người ủy thác của CROW trích dẫn niềm đam mê động vật hoang dã là lý do để cô chấp nhận vị trí này.

## Sự nghiệp chính trị
Ntuli là một sản phẩm của chương trình DA Young Leaders, và là một phần của dòng 2008. Sau khi tốt nghiệp, Ntuli trở lại KwaZulu-Natal, nơi cô được bầu làm Chủ tịch Thanh niên DA tỉnh. Ở vị trí đó, cô đã giúp DA xây dựng sự hiện diện chính trị của họ ở các thị trấn như KwaMashu và Ntuzuma.